# Rewaluacja
Rewaluacja (łac. re- 'w tył; znów; naprzeciw’ i valor ‘wartość’) – administracyjne zwiększenie kursu waluty danego kraju względem waluty zagranicznej w wyniku działania podjętego przez rząd lub władze monetarne.
Termin rewaluacja odnosi się tylko do systemu sztywnego kursu walutowego, w którym kurs ten jest ustalony i zmieniany jedynie przez władze państwowe. W warunkach płynnego kursu walutowego odpowiednikiem rewaluacji waluty jest jej aprecjacja.